# Lætitia Bléger
Lætitia Bléger (Colmar, 10 aprile 1981) è una modella francese, vincitrice del titolo di Miss Francia 2004.

## Biografia
La Bléger ha vinto la corona di Miss Francia nel 2004 ed ha quindi avuto la possibilità di rappresentare la Francia a Miss Universo 2004, svoltosi a Quito, in Ecuador nel maggio 2004. La Bléger tuttavia non è riuscita a classificarsi, ed il concorso è stato vinto da Jennifer Hawkins.
In seguito Lætitia Bléger è stata sospesa dal suo titolo di Miss Francia per un periodo di sei mesi, su decisione di Geneviève de Fontenay, organizzatrice del concorso, dopo aver posato per alcune fotografie osé sulla rivista Playboy.